# بئاتریس ریشتر
بئاتریس ریشتر (آلمانی: Beatrice Richter; ۲۰ دسامبر ۱۹۴۸ – ) بازیگر تلویزیون، کمدین، هنرمند کاباره و خوانندهٔ سبک جاز اهل کشور آلمان بود.
از فیلم‌ها یا برنامه‌های تلویزیونی که وی در آن نقش داشته‌است می‌توان به دهه پنجاه وحشی اشاره کرد.